# Kristian Jensen (jeździec)
Kristian Laurentius Jensen (ur. 24 marca 1889 w Homå, zm. 21 października 1974) – duński jeździec.
Brał udział w igrzyskach w 1952, na których startował w ujeżdżeniu indywidualnym i zajął 18. miejsce z 439 pkt. Jest najstarszym duńskim olimpijczykiem. Reprezentował Århus Rideklub.